# USS Discovery (NCC-1031)
L'USS Discovvery (NCC-1031) (o simplement Discovery) és una nau estel·lar de l'univers fictici de Star Trek que apareix a Star Trek: Discovery. És una nau construïda el segle XXIII, de classe Crossfield i inicialment comandada pel capità Gabriel Lorca.
Aquesta nau incorpora un nou sistema de propulsió experimental anomenat motor d'espores (spore drive). La recerca dels tinents Paul Stamets i Straal, basada en que a nivell quàntic no hi ha diferència entre la biologia i la física, i les espores no son tan sols les progenitores de la panspèrmia, si no que també son els elements bàsics d'energia de l'univers. Un motor basat en aquestes espores permet fer salts dins la xarxa de micelis que cobreixen tot l'univers, que permet a la nau, hipotèticament, anar a qualsevol punt de l'espai en qüestió de segons.
Té una nau bessona, la USS Glenn (NCC-1030) que és destruïda durant un experiment del seu sistema de propulsió experimental.